# Ochthebius angularidus
Ochthebius angularidus är en skalbaggsart som beskrevs av Perkins 1980. Ochthebius angularidus ingår i släktet Ochthebius och familjen vattenbrynsbaggar. Inga underarter finns listade i Catalogue of Life.